# Bearden, Arkansas
Bearden là một thành phố thuộc quận Ouachita, tiểu bang Arkansas, Hoa Kỳ. Năm 2010, dân số của thành phố này là 966 người.

## Dân số
- Dân số năm 2000: 1125 người.
- Dân số năm 2010: 966 người.